# A. Donath Editore
A. Donath Editore è stata una casa editrice italiana con sede a Genova. È stata la prima casa editrice esclusivista di Emilio Salgari, oltre ad averne pubblicato la maggioranza della produzione letteraria.

## Storia
La casa editrice fu fondata a Genova da Julius Anton Donath, editore-libraio di origine berlinese che dopo il trasferimento nel capoluogo ligure si era presto integrato nel tessuto culturale e sociale, tanto da acquisire in pochi anni la cittadinanza italiana (1890), diventare uno dei principali librai ed editori cittadini e contribuire con la sua attività al fermento culturale genovese a cavallo fra l'Ottocento e il Novecento. Donath aveva iniziato l'attività poco più che ventenne, risultando già libraio a Berlino nel 1880. Trasferitosi in Italia, il 15 agosto 1886 fondò a Genova la Libreria Internazionale, prendendo sede nel centro storico di Genova, in via Luccoli 33 rosso, e più avanti al 44.
Da libraio divenne editore nello stesso anno, pubblicando nel dicembre 1886 una Storia della civiltà in due volumi di Friedrich von Hellwald (Federico di Hellwald), tradotta e commentata in italiano dall'avvocato e professore di diritto all'Università di Genova Vittorio Wautrain Cavagnari. L'anno successivo pubblicò Ciclamini di Carlo Braggio e due opere del francese Henry Harrisse dedicate a Cristoforo Colombo: Christophe Colomb et Savone e Le quatrième centenaire de la découverte du noveau monde. Si avvalse spesso dei torchi della Tipografia di Angelo Ciminago di vico Mele 7. 
Molto attivo nell'acquisizione di pubblicazioni internazionali e di nuovi autori, A. Donath divenne presto fornitore ufficiale delle biblioteche pubbliche e di quella universitaria. Continuò costantemente l'attività bibliotecaria, anche con una libreria itinerante di cui pubblicò più volte uno specifico catalogo (1890, 1891, 1899 e 1909). Stampò opere di Edward Bellamy, Anton Giulio Barrili, Arturo Issel, Edward Algernon Le Mesurier, Adolf Friedrich von Schack, Max Schoeller, ma soprattutto di Emilio Salgari. L'editore fu il vero e proprio scopritore del romanziere veronese, di cui curò le edizioni e col quale siglò una serie di contratti di esclusiva, definendo anche le modalità e i tempi di pubblicazione dei suoi romanzi. Nel 1895 uscì I misteri della jungla nera, romanzo di cui A. Donath aveva acquistato per 300 lire la proprietà esclusiva e perpetua. Il testo fu ampliato da Salgari e ristampato varie volte sempre da A. Donath. L'editore contribuì al successo delle pubblicazioni salgariane impostando il piano editoriale, il modello grafico/narrativo e selezionando gli illustratori, fra i quali, in particolare, Alberto della Valle, Giuseppe Garuti e Gennaro D'Amato. Il contributo delle edizioni di Donath su questi aspetti è delineato sin dal contratto con Salgari del 1902, in cui si specifica come il romanziere si assumeva la responsabilità di redigere tre romanzi ogni anno e l'editore «potrà, ove lo creda conveniente, pubblicarne soltanto due nei mesi che meglio reputi e nel formato e colle illustrazioni meglio viste da lui».
(Dal realismo magico al fumetto)
Negli anni successivi, la sinergia fra l'inquieto scrittore veronese e l'intraprendente editore genovese divenne particolarmente solida, tanto che nel 1898 Salgari si trasferì a Sampierdarena e, nell'arco di poco più di due lustri, pubblicò con A. Donath vari capisaldi della letteratura avventurosa mondiale. Fra Salgari e l'editore vi fu la costante intercessione di Edoardo Spiotti (Spiotto), procuratore di Donath. Economicamente, fra Salgari e Donath vi era un accordo che prevedeva il pagamento al romanziere di una sorta di stipendio annuale diviso in rate mensili: 2000 lire annue fino al 1901, 3000 lire nel triennio 1902-1904, e 4000 lire per il periodo 1905-1907 (non terminato per il sopraggiunto accordo fra Salgari e l'editore Bemporad). Salgari, oltre a ricevere le rate mensili, aveva libertà nella scelta dei temi da trattare nei propri romanzi. Solo per il romanzo La Stella Polare ed il suo viaggio avventuroso del 1900 fu Donath a decidere espressamente il tema, cogliendo l'interesse popolare intorno alla celebre spedizione polare fra il 1899 e il 1900 della omonima nave, e richiedendo allo scrittore di preparare un romanzo in proposito, dandolo poi alle stampe in tempo per le feste natalizie. Nel 1904 Donath diventò anche editore della rivista Per Terra e per Mare, diretta e fondata dallo stesso Salgari. Nonostante il contratto di esclusiva, Salgari in quel periodo aveva a carico una numerosa famiglia e scrisse, saltuariamente e con pseudonimo, anche per altri editori; Donath tollerava questa attività, probabilmente sia per non dover esigere la penale di 15.000 lire che lo scrittore non poteva permettersi, sia perché Salgari era per l'editore una significativa fonte di prestigio e stabilità finanziaria. I romanzi salgariani, infatti, avevano una importante tiratura e furono un grande successo editoriale; ciò anche in virtù del piano editoriale ideato da Donath che prevedeva la pubblicazione dei romanzi in tre diverse edizioni, per raggiungere diverse classi sociali: in dispense settimanali da rilegare a un costo ridotto (formula più comune all'epoca), in brossura a un costo medio, e in edizione rilegata per gli acquirenti più abbienti.
Fra i capolavori di Salgari pubblicati da A. Donath vi furono romanzi che influenzarono profondamente la letteratura avventurosa dell'epoca ed ebbero in vari casi anche riproposizioni cinematografiche: I pirati della Malesia, I Robinson italiani, Il Corsaro Nero, Gli orrori della Siberia, Le tigri di Mompracem, La regina dei Caraibi, La Montagna di Luce, I predoni del Sahara, I figli dell'aria, Le due Tigri, Jolanda la figlia del Corsaro Nero, Capitan Tempesta, Il re del mare. Nel giugno del 1906, in occasione dellarescissione del contratto fra i due, Donath redasse la lista delle opere di Salgari delle quali era proprietario: 34 romanzi (uno inedito e andato perduto, Il leone del Transvaal, più Il tesoro del presidente del Paraguay, acquisito da Speirani e poi rivenduto senza pubblicarlo), oltre a tutti i contenuti della rivista Per Terra e per Mare. Nella lista, tuttavia. Donath non incluse i sei romanzi scritti per lui da Salgari usando pseudonimi. Dopo la fine del sodalizio, Donath pubblicò ancora tre romanzi inediti di Salgari dei quali deteneva i diritti (Le aquile della steppa, Alla conquista di un impero, Cartagine in fiamme) e poi alcune ristampe, fino al 1915.
(Dal realismo magico al fumetto)
Se per almeno un ampio decennio la produzione con Salgari era stata certamente la più significativa per A. Donath, a cavallo fra l'Ottocento e il novecento aveva pubblicato anche altre opere e autori, attività che continuò dopo la rottura dei rapporti col suo scrittore di punta.
Nel 1901 l'editore aveva pubblicato il romanzo di esordio di Luigi Motta, e successivamente portò sotto la propria ala le opere di autori prestigiosi come Enrico Novelli, Arturo Caroti, Ida Baccini, Luisa Macina Gervasio, Mario Morais. All'inizio del nuovo secolo pubblicò anche una Storia d'Italia (1902), una storia de La Marina antica e moderna (1906), e un linguisticamente significativo Dizionario moderno genovese-italiano e italiano-genovese di Gaetano Frisoni (1910). Dopo aver ceduto la collana per la gioventù a Vallardi, che con la riedizione delle opere di Salgari fece fortuna, a partire dal 1915 iniziò a diradare le proprie attività.
La presenza delle edizioni A. Donath a Genova è attestata almeno fino alla fine del 1917. In seguito Anton Donath terminò l'attività e si trasferì con la moglie in quello che all'epoca era un piccolo borgo rurale dell'entroterra genovese, Roccatagliata, dove morì il 24 aprile 1940.